# Crassula roggeveldii
Crassula roggeveldii är en fetbladsväxtart som beskrevs av Schönl.. Crassula roggeveldii ingår i släktet krassulor, och familjen fetbladsväxter. Inga underarter finns listade i Catalogue of Life.